# イギリス学士院フェロー
イギリス学士院フェロー（イギリスがくしいんフェロー、英語: Fellowship of the British Academy (FBA)）は、イギリス学士院によって人文科学および社会科学分野における卓越した学者に与えられる表彰。イギリス学士院フェローは下記の4種類に分けられる。
- フェロー - イギリス在住の学者
- 客員フェロー - イギリスに居住していない学者
- 名誉フェロー - 名誉称号（英語版）
- 故フェロー - 生前にフェローだった学者

フェローの授与は学者の出版物に基づいている。フェローに選出された人はポスト・ノミナル・レターズ"FBA"を使用することができる。イギリス学士院フェローの例としてはローワン・ウィリアムズ、ピーター・サイモンズ、ケネス・クラークがいる。